# Круглогубцы

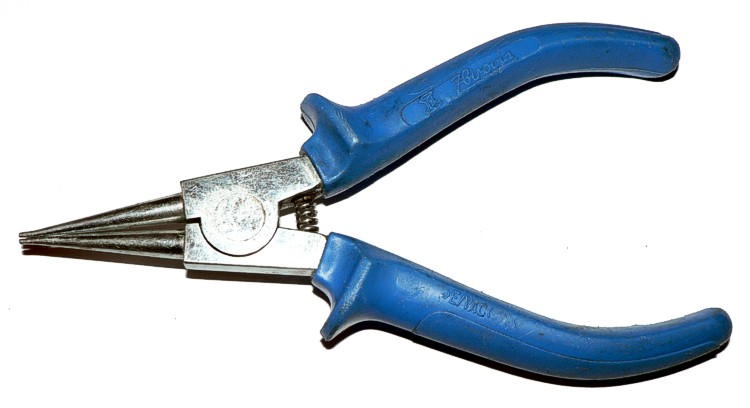
Инструмент, внешне очень похожий на круглогубцы — съёмник стопорных колец (работает не на сжатие, а на разжимание)

Разновидность круглогубцев

Круглогубцы — щипцы с круглыми в сечении концами (губками), ручной слесарно-монтажный и, если ручки изолированы, электромонтажный инструмент.
Круглогубцы бывают коническими (когда диаметр у основания сужается к кончикам зажима) и цилиндрическими (диаметр губок одинаковый по всей длине инструмента).
Согласно ГОСТ, круглогубцы должны иметь насечку на зажимных поверхностях для снижения вероятности выскальзывания удерживаемого материала. Однако зачастую насечка отсутствует.
Предназначены для точечного захвата проволоки, металлической жилы, прутка, и выполнения равномерного изгиба. Основное предназначение круглогубцев — сгибание проволоки и узких тонких пластин. Часто используются электриками для работы с проводами. Для предупреждения поражения электрическим током, рукоятки, как правило, изготавливаются с использованием диэлектрического материала. Круглогубцы применяются для сапёрных и ювелирных работ.
Конические круглогубцы обладают тем недостатком, что не дают возможность навить несколько витков проволоки одинакового диаметра — каждый последующий виток будет немного меньше. Цилиндрический же вариант круглогубцев проигрывает за счет своей узкой специализации (на нём можно делать кольца и витки только одного определенного размера), но он используется, когда необходимо сделать витой цилиндр или одинаковую пружинку.
Одним из видов круглогубцев являются полукруглогубцы, у которых одна поверхность, которой захватывается проволока, ровная.